# Vincetoxicum calcareum
Vincetoxicum calcareum là một loài thực vật có hoa trong họ La bố ma. Loài này được (H. Ohashi) Liede miêu tả khoa học đầu tiên năm 1996.